# Cimosco
Cimosco è un personaggio dell'Orlando furioso di Ludovico Ariosto. L'episodio che lo riguarda è narrato nel Canto IX del poema.
Crudele re della Frisia, Cimosco cerca di vendicare l'assassinio di suo figlio Arbante: il giovane, per aver sposato con la forza la contessa olandese Olimpia, era stato quindi fatto assassinare la notte stessa delle nozze su ordine della nobildonna. Il sovrano imprigiona Bireno, duca di Zelanda ("Senlandia") già promesso sposo di Olimpia, la quale invoca allora l'aiuto di Orlando. Cimosco ingaggia lotta col paladino franco utilizzando un archibugio, ma il paladino, più forte e più scaltro, ucciderà il suo nemico fendendogli la nuca con la propria spada. L'arma da fuoco, "abominoso ordigno", viene poi scagliata da Orlando in mare.
Oltre che sia robusto, e sì possente,

che pochi pari a nostra età ritruova,

e sì astuto in mal far, ch'altrui niente

la possanza, l'ardir, l'ingegno giova;

porta alcun'arme che l'antica gente

non vide mai, né fuor ch'a lui, la nuova:

un ferro bugio, lungo da dua braccia,

dentro a cui polve ed una palla caccia.

Col fuoco dietro ove la canna è chiusa,

tocca un spiraglio che si vede a pena;

a guisa che toccare il medico usa

dove è bisogno d'allacciar la vena:

onde vien con tal suon la palla esclusa,

che si può dir che tuona e che balena;

né men che soglia il fulmine ove passa,

ciò che tocca, arde, abatte, apre e fracassa.

Pose due volte il nostro campo in rotta

con questo inganno, e i miei fratelli uccise:

nel primo assalto il primo; che la botta,

rotto l'usbergo, in mezzo il cor gli mise;

ne l'altra zuffa a l'altro, il quale in frotta

fuggìa, dal corpo l'anima divise;

e lo ferì lontan dietro la spalla,

e fuor del petto uscir fece la palla
(Ludovico Ariosto, Orlando Furioso, 28-30, IX)